# 고나트륨혈증
고나트륨혈증(문화어: 고나트리움혈증, 高-血症, Hypernatremia)은 혈액에 나트륨 이온 수준이 높은 현상을 말한다.

## 증상
주요 증상은 갈증이다. 가장 중요한 증상은 뇌세포 위축에서 비롯되며 착란상태, 근연축, 경련을 포함한다. 극심한 경우 발작과 혼수상태가 발생할 수 있다.
심각한 증상은 일반적으로 플라스마 나트륨 농도가 157 mmol/L 이상으로 상승하면 발생한다 (정상 수준은 성인과 노년 기준으로 135–145 mmol/L이다). 180 mmol/L 초과 수치는 높은 사망률과 관계되며, 특히 성인에게서 그러하다. 그러나 이러한 높은 수준의 나트륨은 공존하는 심각한 질환들 없이는 발생하는 일은 드문 편이다. 혈청 나트륨 농도는 급성 염 과다복용 생존자의 경우 150–228 mmol/L의 범위에 속하는 반면, 사망자에게서는 153–255 mmol/L 수준이 관찰되었다. 사망의 나트륨 수반을 측정할 경우 검시용 혈청 보다 유리액이 더 나은 검시용 견본으로 간주된다.

## 병인

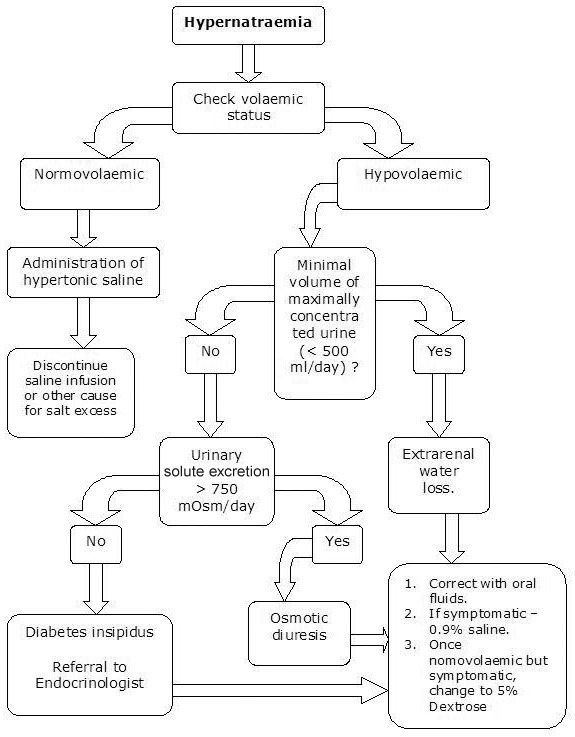
고나트륨혈증의 관리.

고나트륨혈증의 병인은 다음을 포함한다:

### 저혈량
저혈량증(hypovolemia) 환자의 경우:
- 전신 나트륨 고갈과 관련하여 자유수의 부적절한 섭취. 노년이나 장애인들은 물을 섭취할 수 없어 목이 마르고 나트륨이 고갈될 수 있다. 가장 흔한 형태의 고나트륨혈증이다.
- 비뇨기관으로부터의 과도한 수분 상실은 당뇨나 기타 삼투성 이뇨제에 의해 발생할 수 있다. 나트륨 및 자유수 상실의 조합으로 이어진다.
- 과도한 발한과 관련되는 수분 손실.
- 심각한 물설사

### 정상혈량
정상체액증(euvolemia) 환자의 경우:
- 신장에서의 과도한 수분 배출은 요붕증에 의해 발병하며, 이는 뇌하수체에서 비롯되거나 신장 대 바소프레신의 민감성 장애로 인한 호르몬 바소프레신의 부적절한 생성을 수반한다.[9]

### 고혈량
고혈량성(hypervolemia) 환자의 경우:
- 제한된 자유수 섭취가 동반된 고장액의 섭취. 상대적으로 흔하지 않지만, 환자가 다량의 탄산 수소 나트륨 용액을 받아들인 상태에서 활발한 심폐소생술(vigorous resuscitation) 이후 발생할 수 있다. 바닷물을 삼키는 것 또한 고나트륨혈증을 일으킬 수 있는데, 바닷물은 고장성이고 자유수가 존재하지 않기 때문이다. 구마의 의식에서 소금 용액을 강제 섭취하여 사망에 이른 기록된 사례들이 일부 있다.[5]
- 원발성 알도스테론증과 같은 질병 상태로 인한 무기질코르티코이드의 과잉은 자유수 섭취가 제한되지 않을 경우 고나트륨혈증으로 이어지지 않는다.
- 식염 중독(대개 어린이에게 해당).[10][11] 정신 건강 문제가 있는 수많은 성인에게서도 관찰되었다.[5] 바닷물이나 간장을 마실 경우 너무 많은 염이 발생할 수도 있다.[12]

## 치료
치료 방법으로는 상대적인 수분 부족을 해결하기 위해 자유수를 보충해 주는 것이다. 물은 구강이나 수액을 통해 투여할 수 있다. 삼투압 문제로 인해 물만 가지고는 수액을 할 수 없지만 여기에 덱스트로오스(결정 포도당)이나 식염수를 추가해서 투여하는 것은 가능하다. 그러나 고나트륨혈증을 너무 빠르게 조치하려고 하면 잠재적으로 매우 위험한 상태에 빠질 수 있다. 몸(특히 뇌)은 더 높은 나트륨 농도에 순응한다. 자유수로 나트륨 농도를 빠르게 낮추면 이러한 순응이 발생할 때 물이 뇌 세포로 흘러들어가 종창을 일으킬 수 있다. 이로 인해 뇌부종이 발생하여 잠재적으로 발작, 영구적인 뇌 손상, 사망을 일으킬 수 있다. 그러므로 상당한 고나트륨혈증은 전해질 불균형 치료 경험이 풍부한 전문의나 의사에 의해 조심스럽게 다루어져야 하며 심부전의 경우 ACE 억제제를, 신장병의 경우 코르티코스테로이드를 사용할 수도 있다.

## 같이 보기
- 저나트륨혈증